# الانتخابات البرلمانية الفنلندية 2011
أُجريت انتخابات الإدوسكونتا (برلمان فنلندا) في 17 أبريل سنة 2011 بعد انتهاء الدورة البرلمانية السابقة. وقد جرى الاقتراع المسبق الذي تضمن تصويت المغتربين الفنلنديين بين 6 و 12 أبريل مع نسبة الإقبال بلغت 31.2 ٪.
تضخمت أهمية الانتخابات نظراً لقدرة فنلندا على التأثير على قرار الاتحاد الأوروبي فيما يتعلق بالتأثير على خطة انقاذ البرتغال عبر التسهيل الأوروبي للاستقرار المالي، كجزء من أنظمة الدعم المالي للدول الأوروبية المثقلة بالديون، وسقوط الحكومة البرتغالية. كـَهرَب الفروق الصغيرة في استطلاعات الرأي بين لأحزاب التقليدية الثلاثة الكبيرة (حزب الائتلاف الوطني، وحزب الوسط والحزب الاشتراكي الديمقراطي) الأجواء قبل الانتخابات، وأيضاً الارتفاع المفاجئ في دعم الفنلنديون الحقيقيون.
أسفرت الانتخابات عن اختراق لحزب الفنلنديون الحقيقيون الشعوبي، الذي جاء ليضع رأسه برأس مع الأحزاب الثلاثة الكبرى، في حين أن فقدت كل الأحزاب البرلمانية الأخرى شعبيتها في البر الفنلندي باستثناء أولند. كما تقدم حزب الائتلاف الوطني (NCP) ليصبح الحزب الأكبر للمرة الأولى في تاريخه. ارتفاع نسبة المشاركة الإجمالية من 67.9٪ في الانتخابات السابقة إلى 70.5٪ وأيضاً فضائح الفساد أديا إلى التصويت العقابي. فخسرت حكومة التحالف السابقة بقيادة حزب الوسط ويضم أحزاب الائتلاف الوطني والرابطة الخضراء وحزب الشعب السويدي أغلبيتها بمقعدين اثنين وأشارت رئيسة وزراءه ماري كيفينييمي من حزب الوسط أن حزبها سيجلس في صفوف المعارضة.
كـُلف وزير المالية في الحكومة السابقة يوركي كتاينن بتشكيل الحكومة الجديدة باعتباره زعيم أكبر حزب في البرلمان الجديد. خلال محادثات التشكيل، صرح الفنلنديون الحقيقيون بأنهم سينسحبون إذا ما وافقت الحكومة على خطة الإنقاذ البرتغالية. فاستمر كتاينن بمحادثات سداسية شملت أحزاب الائتلاف والاشتراكي وتحالف اليسار والرابطة الخضراء والديمقراطيون المسيحيون والشعب السويدي. ومع ذلك، تعثرت هذه المفاوضات في الأول من يونيو إثر انسحاب الاشتراكيين الديموقراطيين وتحالف اليسار منها بسبب خلافات قوية على السياسات الاقتصادية. تواصلت المفاوضات برئاسة كتاينن، رغم أن تشكيل الحكومة الجديدة لم يكن مؤكداً في ذلك الوقت. بسبب معارضة الرابطة الخضراء لتشكيل حكومة مع حزب الائتلاف الوطني وحزب الوسط والمسيحيون الديمقراطيون، أعلن كتاينن - متجنباً حكومة أقلية نتيجة ذلك - في العاشر من يونيو أن نفس الأحزاب الستة ستعود إلى المفاوضات، واصفا إياه بأنه «التحالف الوحيد الممكن». في 17 يونيو، توصـّلت الأحزاب الستة إلى اتفاق حول تشكيل حكومة ائتلافية، بقيادة كتاينن وتتألف من 19 وزيراً. تم تقسيم الحقائب الوزارية بستة وزراء لكل من حزب الائتلاف الوطني والحزب الاشتراكي الديمقراطي، في حين تحصل كل من تحالف اليسار والخضر والشعب السويدي على حقيبتين والمسيحيون الديمقراطيون على حقيبة واحدة. أعلنت الأحزاب ستة وزراءها المكلفين ما بين 17-20 يونيو. وفي 22 يونيو انتخب البرلمان الجديد يوركي كتاينن رئيساً للوزراء.

أكبر الأحزاب حسب البلدية:
حزب الائتلاف الوطني
الحزب الاشتراكي الديمقراطي
الفنلنديون الحقيقيون
حزب الوسط
تحالف اليسار
حزب الشعب السويدي
الديمقراطيون المسيحيون

## نتائج الانتخابات
| القوائم                                                      | القوائم                    | الأصوات   | %    | +/- % (2007) | المقاعد | +/- (2007) |
| ------------------------------------------------------------ | -------------------------- | --------- | ---- | ------------ | ------- | ---------- |
|                                                              | حزب الائتلاف الوطني        | 598.369   | 20,4 | -1,9         | 44      | -6         |
|                                                              | الحزب الاشتراكي الديمقراطي | 561.049   | 19,1 | -2,3         | 42      | -3         |
|                                                              | الفنلنديون الحقيقيون       | 559.342   | 19,0 | +15,0        | 39      | +34        |
|                                                              | حزب الوسط                  | 463.160   | 15,8 | -7,3         | 35      | -16        |
|                                                              | تحالف اليسار               | 238.473   | 8,1  | -0,7         | 14      | -3         |
|                                                              | الرابطة الخضراء            | 212.837   | 7,2  | -1,2         | 10      | -5         |
|                                                              | حزب الشعب السويدي          | 125.865   | 4,3  | -0,3         | 9       | 0          |
|                                                              | الديمقراطيون المسيحيون     | 118.514   | 4,0  | -0,8         | 6       | -1         |
|                                                              | الأخرون                    | 59.477    | 2,3  |              | 1*      | 0          |
| المجموع                                                      | المجموع                    | 2.937.086 | 100  | -            | 200     | -          |
| * ممثل مقاطعة أولند ذاتية الحكم المصدر: صحيفة هلسنغن سانومات |                            |           |      |              |         |            |